# SP Tableware Cycling Team/Saison 2012
Dieser Artikel listet Erfolge und Fahrer des Radsportteams SP Tableware Cycling Team in der Saison 2012 auf.

## Erfolge in der UCI Africa Tour
In den Rennen der Saison 2012 der UCI Africa Tour gelangen die nachstehenden Erfolge.
| Datum    | Rennen                   | Kat. | Fahrer             |
| -------- | ------------------------ | ---- | ------------------ |
| 11. März | 2. Etappe Tour d’Algérie | 2.2  | Joaquín Sobrino    |
| 16. März | Circuit d’Alger          | 1.2  | Ioannis Tamouridis |

## Erfolge in der UCI Europe Tour
In den Rennen der Saison 2012 der UCI Europe Tour gelangen die nachstehenden Erfolge.
| Datum        | Rennen                                       | Kat. | Sieger               |
| ------------ | -------------------------------------------- | ---- | -------------------- |
| 18. Mai      | 3. Etappe Griechenland-Rundfahrt             | 2.2  | Periklis Ilias       |
| 2. Juni      | 1. Etappe Romanian Cycling Tour (EZF)        | 2.2  | Ioannis Tamouridis   |
| 7. Juni      | 7. Etappe Romanian Cycling Tour              | 2.2  | Ioannis Tamouridis   |
| 8. Juni      | 8. Etappe Romanian Cycling Tour              | 2.2  | Víctor de la Parte   |
| 9. Juni      | 9. Etappe Romanian Cycling Tour              | 2.2  | Ioannis Tamouridis   |
| 22. Juni     | Griechische Meisterschaft – Einzelzeitfahren | CN   | Ioannis Tamouridis   |
| 5. Juli      | 1. Etappe Sibiu Cycling Tour                 | 2.2  | Víctor de la Parte   |
| 4.–8. Juli   | Gesamtwertung Sibiu Cycling Tour             | 2.2  | Víctor de la Parte   |
| 12. August   | 4b. Etappe Tour of Szeklerland               | 2.2  | Ioannis Tamouridis 1 |
| 9. September | 3. Etappe Okolo Jižních Čech                 | 2.2  | Joaquín Sobrino      |

## Platzierungen in UCI-Ranglisten
| UCI Continental Circuit | Platz |
| ----------------------- | ----- |
| UCI Africa Tour 2012    | 5     |
| UCI Europe Tour 2012    | 42    |

## Abgänge – Zugänge
| Zugänge                         | Team 2011              | Abgänge              | Team 2012                      |
| ------------------------------- | ---------------------- | -------------------- | ------------------------------ |
| Joaquín Sobrino                 | Caja Rural             | Mark O’Brien         | Team Budget Forklifts          |
| Artjom Toptschanjuk             | ISD-Lampre Continental | Christoph Springer   | Team Specialized Concept Store |
| Víctor de la Parte (ab 1. Juni) | Bicilokura CDC         | Panagiotis Chatzakis | Unbekannt                      |
|                                 |                        | Guillaume Pont       | Unbekannt                      |

## Mannschaft
| Name                            | Geburtstag       | Nationalität |
| ------------------------------- | ---------------- | ------------ |
| Periklis Ilias                  | 26. Juni 1986    | Griechenland |
| Georgios Karatzios              | 7. November 1990 | Griechenland |
| Víctor de la Parte              | 22. Juni 1986    | Spanien      |
| Dimitris Polydoropoulos         | 31. März 1989    | Griechenland |
| Neofytos Sakellaridis-Magkouras | 31. Januar 1989  | Griechenland |
| Vasileios Simantirakis          | 1. März 1989     | Griechenland |
| Joaquín Sobrino                 | 29. Juni 1982    | Spanien      |
| Ioannis Tamouridis              | 3. Juni 1980     | Griechenland |
| Artjom Toptschanjuk             | 27. Januar 1989  | Ukraine      |